# Krystal Steal
Krystal Steal, znana także jako Brandy Wald (ur. 29 listopada 1982 w Irvine) – amerykańska aktorka filmów pornograficznych.

## Życiorys

### Wczesne lata
Urodziła się w Irvine w hrabstwie Orange w Kalifornii. Jako 17-latka podjęła pracę jako striptizerka w klubach, posługując się podrobionym dowodem osobistym.

### Kariera
W 2001 roku rozpoczęła karierę filmową w branży porno i zadebiutowała na ekranie w filmie Digital Sin/New Sensations Screaming Orgasms 4. Od tego czasu wystąpiła w wielu produkcjach, w scenach zarówno heteroseksualnych jak i lesbijskich. Amerykański magazyn dla mężczyzn Hustler umożliwił jej kontrakt z firmą Pleasure Productions. Jej podobieństwo do Christiny Aguilery zostało wykorzystane przez Hustlera podczas fotografowania - makijaż i fryzury dokładnie identyczne z fotografią Aguilery dla Rolling Stone.
W 2003 roku jako pierwsza aktorka porno podpisała kontrakt z wytwórnią Club Jenna. Jej kontrakt wygasł dwa lata później.
Do najbardziej znanych filmów należą: Flesh Hunter 1 (2002), Trained Teens (2002) czy Krystal Method (2004), w których występowała u boku byłej właścicielki wytwórni, Jenny Jameson. Można ją było również zobaczyć w interaktywnej serii DVD Moje zabawki (My Plaything - Krystal Steal, 2005).
Wystąpiła w teledysku zespołu Atreyu do utworu „Right Side of the Bed” (2004).
2 maja 2005 wzięła udział w jednym z odcinków programu Howarda Sterna.

### Życie prywatne
Krystal Steal określa siebie jako osobę biseksualną. Związana była z o 35 lat od niej starszym aktorem porno Randym Westem.

## Nagrody i nominacje
| Rok  | Nagroda          | Kategoria                                      | Film                       | Inni wykonawcy | Rezultat  |
| ---- | ---------------- | ---------------------------------------------- | -------------------------- | -------------- | --------- |
| 2003 | AVN Award        | Najlepsza scena seksu samych dziewczyn - wideo | Four Finger Club 21 (2002) | Sky            | Nominacja |
| 2004 | NightMoves Award | Gwiazdka roku                                  | -                          | -              | Wygrana   |
| 2006 | AVN Award        | Najlepsza scena seksu samych dziewczyn         | Krystal Method (2004)      | Jenna Jameson  | Nominacja |
| 2006 | AVN Award        | Najlepsza scena seksu w parze                  | Krystal Method (2004)      | Eric Masterson | Nominacja |
| 2007 | AVN Award        | Najlepsza scena seksu połączenia - film        | Jenna's Provocateur (2006) | Barrett Blade  | Nominacja |